# Coupe Memorial 2007
Navigation
Édition précédente Édition suivante
L'édition 2007 de la Coupe Memorial fut présenté du 18 au 27 mai 2007 à Vancouver, Colombie-Britannique. Elle regroupe les champions de chacune des divisions de la Ligue canadienne de hockey, soit la Ligue de hockey junior majeur du Québec (LHJMQ), la Ligue de hockey de l'Ontario (LHO) et la Ligue de hockey de l'Ouest (LHOu).

## Équipes Participantes
- Les Maineiacs de Lewiston représente la Ligue de hockey junior majeur du Québec.
- Les Whalers de Plymouth représente la Ligue de hockey de l'Ontario.
- Les Tigers de Medicine Hat représente la Ligue de hockey de l'Ouest.
- Les Giants de Vancouver en tant qu'équipe hôte.

## Classement de la ronde Préliminaire
| Équipe                         | PJ | V | D | BP | BC | +/- |
| ------------------------------ | -- | - | - | -- | -- | --- |
| Tigers de Medicine Hat (LHOu)  | 3  | 2 | 1 | 6  | 4  | +2  |
| Giants de Vancouver (Hôte)     | 3  | 2 | 1 | 6  | 5  | +1  |
| Whalers de Plymouth (LHO)¹     | 3  | 1 | 2 | 6  | 9  | -3  |
| Maineiacs de Lewiston (LHJMQ)¹ | 3  | 1 | 2 | 5  | 5  | 0   |

¹ Plymouth et Lewiston ayant terminé avec le même nombre de victoires disputèrent une rencontre afin de déterminer le détenteur du troisième rang. Cette rencontre fut remportée par Plymouth au compte de cinq à un.

## Effectifs
Voici la liste des joueurs représentant chaque équipe
| Vancouver            | Vancouver            | Plymouth                   | Plymouth                   | Lewiston                    | Lewiston                    | Medicine Hat                   | Medicine Hat                   |
| Entraîneur : Don Hay | Entraîneur : Don Hay | Entraîneur : Mike Vellucci | Entraîneur : Mike Vellucci | Entraîneur : Clément Jodoin | Entraîneur : Clément Jodoin | Entraîneur : Willie Desjardins | Entraîneur : Willie Desjardins |
| #                    | Nom                  | #                          | Nom                        | #                           | Nom                         | #                              | Nom                            |
| Gardiens             | Gardiens             | Gardiens                   | Gardiens                   | Gardiens                    | Gardiens                    | Gardiens                       | Gardiens                       |
| -------------------- | -------------------- | -------------------------- | -------------------------- | --------------------------- | --------------------------- | ------------------------------ | ------------------------------ |
| 29                   | Tyson Sexsmith       | 30                         | Jeremy Smith               | 1                           | Jonathan Bernier            | 31                             | Ryan Holfeld                   |
| 30                   | Blaine Neufeld       | 40                         | Michal Neuvirth            | 30                          | Peter Delmas                | 33                             | Matt Keetley                   |
| Défenseurs           | Défenseurs           | Défenseurs                 | Défenseurs                 | Défenseurs                  | Défenseurs                  | Défenseurs                     | Défenseurs                     |
| 4                    | Brendan Mikkelson    | 2                          | Brett Bellemore            | 2                           | Michael Ward                | 3                              | Gord Baldwin                   |
| 5                    | Neil Manning         | 3                          | Wes Cunningham             | 3                           | Chad Denny                  | 4                              | David Schlemko                 |
| 6                    | Cody Franson         | 4                          | Leo Jenner                 | 4                           | Tom Michalik                | 5                              | Trevor Glass                   |
| 7                    | Jonathon Blum        | 5                          | Jozef Sladok               | 15                          | Marc-André Crête            | 10                             | Kris Russell                   |
| 21                   | Brett Festerling     | 6                          | Steven Whitely             | 46                          | Kevin Marshall              | 18                             | Michael Sauer                  |
| 23                   | A.J. Thelen          | 10                         | Ryan McGinnis              | 48                          | Patrick Cusack              | 24                             | Mark Isherwood                 |
| 25                   | Nolan Toigo          | 26                         | Steve Ward                 | 79                          | Michal Korenko              | 27                             | Shayne Brown                   |
| 28                   | Brent Regner         | 28                         | Zack Shepley               |                             |                             | 29                             | Jordan Bendfeld                |
|                      |                      | 34                         | Jordon O'Neill             |                             |                             |                                |                                |
| Attaquants           | Attaquants           | Attaquants                 | Attaquants                 | Attaquants                  | Attaquants                  | Attaquants                     | Attaquants                     |
| 9                    | Evander Kane         | 7                          | Jared Boll                 | 5                           | Alex Beaton                 | 9                              | Brennan Bosch                  |
| 10                   | Lance Bouma          | 9                          | Vern Cooper                | 9                           | Simon Courcelles            | 11                             | Scott Wasden                   |
| 11                   | J.D. Watt            | 11                         | Evan Brophey               | 10                          | Marc-André Cliche           | 12                             | Colton Grant                   |
| 12                   | Tim Kraus            | 12                         | Kaine Geldart              | 11                          | Stefano Giliati             | 14                             | Darren Helm                    |
| 14                   | Craig Cunningham     | 13                         | Sean O'Connor              | 19                          | Marc-André Daneau           | 15                             | Derek Dorsett                  |
| 15                   | Spencer Machacek     | 15                         | Andrew Fournier            | 20                          | Jakub Bundil                | 16                             | Daine Todd                     |
| 16                   | Wacey Rabbit         | 16                         | Brett Valliquette          | 21                          | David Taylor                | 17                             | Tyler Swystun                  |
| 18                   | Mitch Czibere        | 17                         | Dan Collins                | 22                          | Chris Tutalo                | 19                             | Matt Lowry                     |
| 19                   | James Wright         | 19                         | James Neal                 | 27                          | Éric Castonguay             | 20                             | Kevin Undershute               |
| 20                   | Mário Bližňák        | 20                         | Chris Terry                | 34                          | Stefan Chaput               | 21                             | Jerrid Sauer                   |
| 22                   | Kenndal McArdle      | 21                         | Tom Sestito                | 39                          | David Perron                | 22                             | Tyler Ennis                    |
| 24                   | Garet Hunt           | 22                         | A. J. Jenks                | 47                          | Danick Paquette             | 23                             | Jordan Hickmott                |
| 26                   | Michal Řepík         | 23                         | Joe McCann                 | 55                          | Sébastien Piché             | 25                             | Jakub Rumpel                   |
| 27                   | Milan Lucic          | 25                         | Joe Gaynor                 | 72                          | Pierre-Luc Faubert          | 28                             | Bretton Cameron                |
| 38                   | Mike Wuchterl        | 27                         | Daniel Ryder               | 89                          | Triston Manson              | 36                             | Chris Stevens                  |

## Résultats

### Résultats du tournoi à la ronde
Voici les résultats du tournoi à la ronde pour l'édition 2007 :

## Meilleurs pointeurs
| Joueur           | Équipe       | PJ | B | A | Pts | Pun |
| ---------------- | ------------ | -- | - | - | --- | --- |
| Michal Řepík     | Vancouver    | 5  | 3 | 4 | 7   | 4   |
| Milan Lucic      | Vancouver    | 5  | 2 | 5 | 7   | 12  |
| Tommy Sestito    | Plymouth     | 5  | 2 | 5 | 7   | 6   |
| James Neal       | Plymouth     | 5  | 5 | 1 | 6   | 42  |
| Mário Bližňák    | Vancouver    | 5  | 1 | 5 | 6   | 2   |
| Tyler Ennis      | Medicine Hat | 4  | 2 | 2 | 4   | 4   |
| Kenndal McArdle  | Vancouver    | 5  | 2 | 2 | 4   | 6   |
| J.D. Watt        | Vancouver    | 5  | 1 | 3 | 4   | 14  |
| Spencer Machacek | Vancouver    | 5  | 3 | 0 | 3   | 0   |
| Simon Courcelles | Lewiston     | 4  | 2 | 1 | 3   | 0   |
| Evan Brophey     | Plymouth     | 5  | 2 | 1 | 3   | 18  |
| Andrew Fournier  | Plymouth     | 5  | 2 | 1 | 3   | 0   |
| Wacey Rabbit     | Vancouver    | 5  | 2 | 1 | 3   | 2   |

### Meilleurs gardiens
| Joueur           | Équipe       | PJ | V | D | BL | MBA  | %arr  |
| ---------------- | ------------ | -- | - | - | -- | ---- | ----- |
| Tyson Sexsmith   | Vancouver    | 5  | 4 | 1 | 0  | 1,40 | 93.6% |
| Matt Keetley     | Medicine Hat | 4  | 2 | 2 | 1  | 1,51 | 94.9% |
| Jonathan Bernier | Lewiston     | 4  | 1 | 3 | 0  | 2,07 | 94.0% |
| Michal Neuvirth  | Plymouth     | 5  | 2 | 3 | 0  | 3,02 | 90.2% |
| Jeremy Smith     | Plymouth     | 2  | 0 | 0 | 0  | 4,63 | 88.3% |

## Honneurs individuels
- Trophée Stafford-Smythe (meilleur joueur) : Milan Lucic (Giants de Vancouver)
- Trophée George-Parsons (meilleur esprit sportif) : Brennan Bosch (Tigers de Medicine Hat)
- Trophée Hap-Emms (meilleur gardien) : Matt Keetley (Tigers de Medicine Hat)
- Trophée Ed-Chynoweth (meilleur buteur) : Michal Řepík (Giants de Vancouver)

Équipe d'étoiles :
- Gardien : Matt Keetley (Tigers de Medicine Hat)
- Défenseurs : Brendan Mikkelson (Giants de Vancouver), Cody Franson (Giants de Vancouver)
- Attaquants : Darren Helm (Tigers de Medicine Hat),Michal Řepík (Giants de Vancouver), Milan Lucic (Giants de Vancouver)